# Manilek
Manilek (nep. मणिलेक) – gaun wikas samiti w zachodniej części Nepalu w strefie Mahakali w dystrykcie Dadeldhura. Według nepalskiego spisu powszechnego z 2001 roku liczył on 810 gospodarstw domowych i 4115 mieszkańców (2302 kobiet i 1813 mężczyzn).